# Scudderia williamsi
Scudderia williamsi är en insektsart som beskrevs av Piza Jr. 1974. Scudderia williamsi ingår i släktet Scudderia och familjen vårtbitare. Inga underarter finns listade i Catalogue of Life.